# Adam Rayski
Adam Rayski, właśc. Abraham Rajgrodzki (ur. 14 sierpnia 1913 w Białymstoku, zm. 11 marca 2008 w Paryżu) – uczestnik francuskiego ruchu oporu, działacz Rady reprezentacyjnej instytucji żydowskich we Francji (CRIF) oraz ruchu obrony praw człowieka.

## Przed wojną
Jako młodzieniec działał nielegalnie w KPP, zostając wkrótce odpowiedzialnym za propagandę wśród białostockiej młodzieży szkolnej. Za działalność komunistyczną został wyrzucony ze szkoły średniej. W 1932 wyjechał do Francji, gdzie wstąpił na studia w Wolnej Szkole Nauk Politycznych. Na terenie Francji działał w imigranckich formacjach Main d'œvre immigrée w grupie językowej żydowskiej. Brał udział w wydawaniu publikowanego w jidysz dziennika Nowa prasa. Pisał również do Humanité. Od 1934 był pełnoetatowym działaczem partyjnym.

## Ruch oporu
W 1940 Rayski został zmobilizowany i wzięty do niewoli po klęsce Francji. Trafił do obozu przejściowego w Nantes, skąd uciekł do Paryża 14 lipca 1940. Brał udział w tworzeniu żydowskich jednostek wojskowych w ramach imigranckich grup Francs-tireurs et partisans – Main-d'œuvre immigrée (FTP-MOI). We wrześniu 1941 stanął na czele całości FTP-MOI. W 1943 współtworzył Radę reprezentacyjną organizacji żydowskich we Francji (CRIF), organizację, której celem miała być wszechstronna pomoc Żydom, następnie przemianowaną na nielegalny Generalny Komitet Obrony Żydów (CGD). Przetrwał kilkakrotne obławy policyjne na jednostki MOI, chociaż kilkakrotnie był bliski ponownego aresztowania.

## Po wojnie
Rayski zdecydował się na powrót do Polski, gdzie do 1957 był współodpowiedzialny za organizację prasy komunistycznej. PZPR rozczarowała go jednak; w 1957 wrócił do Francji i nie utrzymywał więcej kontaktów z polskimi ugrupowaniami komunistycznymi w kraju. Zajął się pracą historyczną, opisując głównie udział Żydów w ruchu oporu oraz działalność MOI. Przewodniczył kilku organizacjom zrzeszających ocalałych Żydów- uczestników ruchu oporu oraz wywiezionych z Francji w czasie II wojny światowej.
Jego syn Benoît Rayski również jest historykiem.

## Odznaczenia
- Medal Ruchu Oporu
- Krzyż Wojenny

## Prace

### Publikacje książkowe
- Nos illusions perdues, 1985, éditions Balland.
- Le sang de l'étranger – les immigrés de la MOI dans la Résistance, współautorzy Stéphane Courtois i Denis Peschanski. 1989, éditions Fayard.
- Qui savait quoi ?, współautor Stéphane Courtois, 1989, éditions La Découverte.
- Le choix des Juifs sous Vichy – Entre soumission et résistance, 1992, éditions La Découverte. 1992.
- De Gaulle et les Juifs (1940-1944), publié par l’Union des résistants et déportés juifs de France, Paris, 1994
- Le soulèvement du ghetto de Varsovie et son impact en Pologne et en France,  współautorzy Georges Wellers, André Kaspi, Bronia Klibanski, Centre de documentation juive contemporaine (CDJC)

### Broszury
- Au stand de tir – Le massacre des résistants – Paris 1942-1944
- L'affiche rouge. paris.fr. [zarchiwizowane z tego adresu (2008-12-19)].
- La rafle du Vélodrome d'hiver